# Narosodes rufocostalis
Narosodes rufocostalis är en fjärilsart som beskrevs av Rothschild 1912. Narosodes rufocostalis ingår i släktet Narosodes och familjen björnspinnare. Inga underarter finns listade i Catalogue of Life.